# Prowincja Kirundo
Kirundo – jedna z 17 prowincji w Burundi, znajdująca się w północnej części kraju.